# Villa Gandini Zamboni

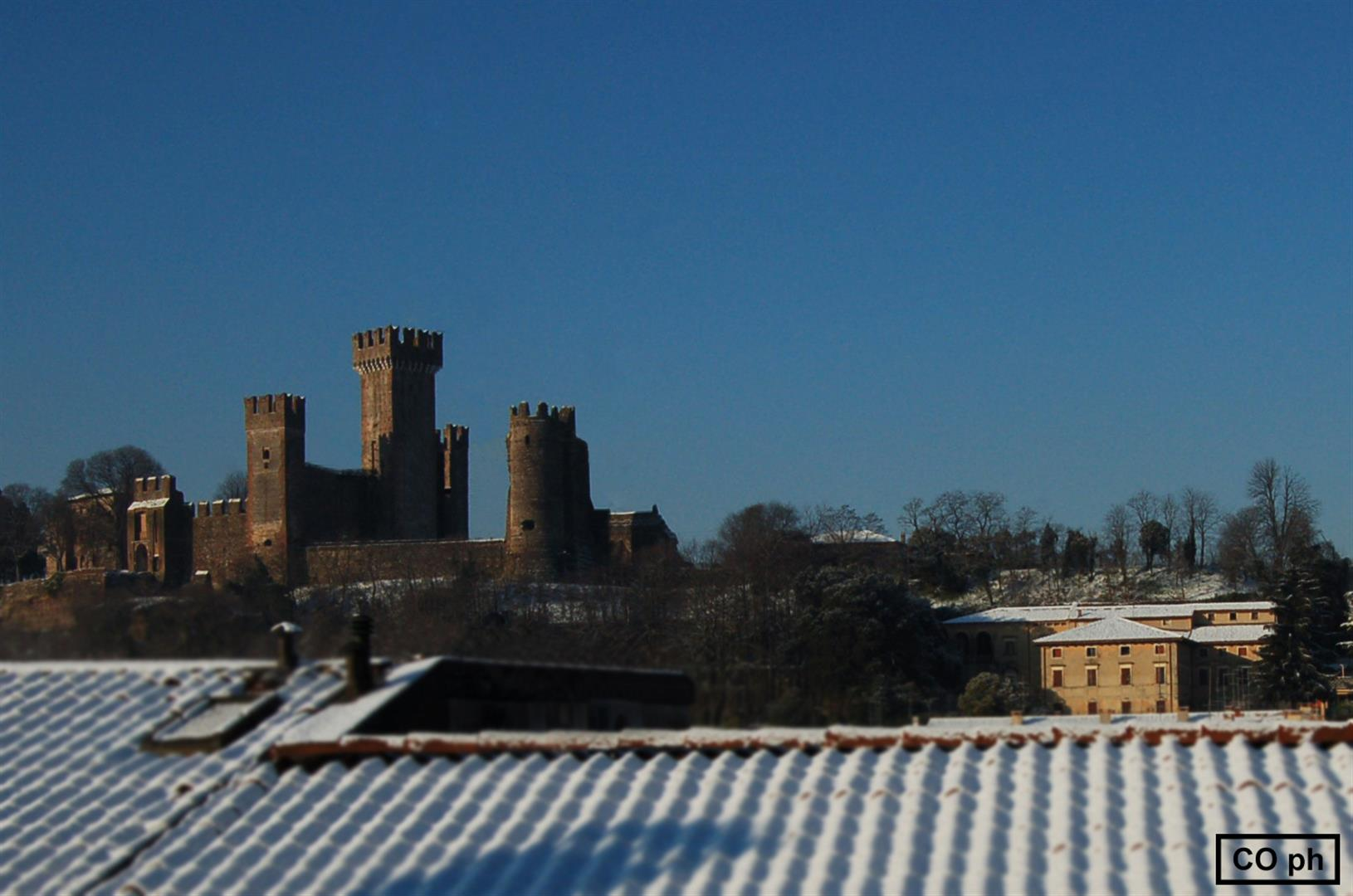
La Villa Gandini-Zamboni (a destra), a sinistra il Castello Scaligero (Valeggio sul Mincio)

La villa Gandini Zamboni è una villa residenziale del XVIII secolo sita a Valeggio sul Mincio (provincia di Verona), fra il Castello Scaligero e il centro urbano di Valeggio, sul fianco del Monte Ogheri.

## Storia

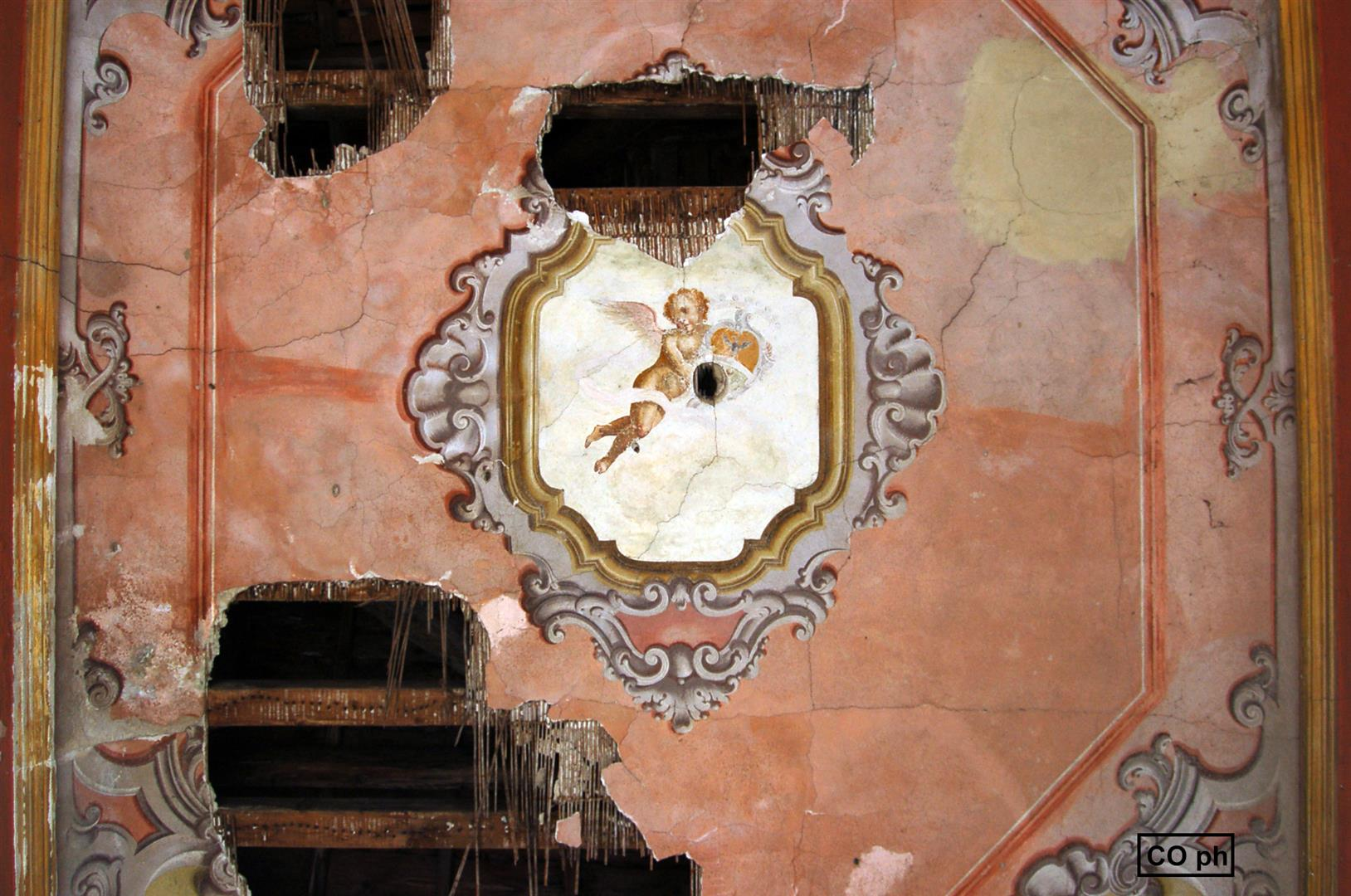
Affreschi della loggia

La villa fu edificata nel XVIII secolo e dalle antiche mappe catastali (napoleoniche e austriache) risulta con una planimetria molto simile a quella attuale. Presenta una loggia con un dipinto murale di pregevole qualità databile alla fine del XVIII secolo, dalla quale si può godere del panorama di Valeggio e del Castello Scaligero che domina il colle.
Gli interventi di ammodernamento hanno avuto due fasi, la prima attorno al 1870 e la seconda dopo il primo conflitto mondiale.
Fu tra le prime abitazioni di Valeggio a essere dotata di impianto di riscaldamento con termosifoni, alimentato da una caldaia a carbone.
L'ingegnere Gustavo Zamboni fu sindaco di Valeggio dal 1884 al 1889 e fu uno dei fondatori nel 1900 della Società Elettrica, che portò alla costruzione del primo impianto idroelettrico valeggiano.
Il figlio, Giuseppe Zamboni, ultimo capostipite della famiglia Zamboni, fece testamento nel 1929 indicando che la villa diventasse di proprietà del Comune di Valeggio, con precisa indicazione dell'utilizzo pubblico per l'infanzia.
Essendo Giuseppe figlio unico e senza eredi, la villa rimase di proprietà della compagna Elide sino alla sua morte nel 1967, a seguito della quale il Comune di Valeggio ne diventò il legittimo proprietario.
La villa, secondo il volere del donatore, nel 1973-74 venne trasformata in scuola materna statale e dal 1975 al 2003 è stata utilizzata come tale.
Dopo più di trent'anni di utilizzo, la scuola materna è stata spostata in una struttura nuova e più moderna, e la villa da allora versa in uno stato di abbandono e inutilizzo.